# Conner Prince
Conner Lynn Prince (Fort Worth, 28 de marzo de 2000) es un deportista estadounidense que compite en tiro, en la modalidad de tiro al plato. Participó en los Juegos Olímpicos de París 2024, obteniendo una medalla de plata en la prueba de skeet.

## Palmarés internacional
| Juegos Olímpicos | Juegos Olímpicos | Juegos Olímpicos | Juegos Olímpicos |
| Año              | Lugar            | Medalla          | Prueba           |
| ---------------- | ---------------- | ---------------- | ---------------- |
| 2024             | París (Francia)  | Medalla de plata | Skeet            |